# Климов Дмитро Дмитрович
Климов Дмитро Дмитрович (1 грудня 1850 — близько 1917, Одеса) — російський піаніст і музичний педагог.

## Біографія
Навчався в Лейпцизькій консерваторії (1867—1871) у Карла Райнеке і в Санкт-Петербурзькій консерваторії (1871—1874) у Теодора Лешетицького. З великим успіхом виступав на концертах в Петербурзі і Москві, виступав у багатьох містах Росії. Був професором консерваторії. У 1887 в складі групи викладачів (разом з Карлом Лютшем, Гуго Вельфелем, Софією Ментер та іншими) покинув консерваторію через розбіжності з А. Г. Рубінштейном.
За рекомендацією Антона Рубінштейна в 1888 році очолив одеське відділення Імператорського російського музичного товариства, а потім і Одеського музичного училища (перетворене пізніше в Одеську консерваторію), яким керував до 1909. Організовував одеські виступу найбільших музикантів Росії (П. І. Чайковського, В. І. Сафонова, Н. А. Римського-Корсакова, Е. Ф. Направника, О. М. Скрябіна, Л. С. Ауера, Й. А. Левіна). Постійно концертував сам, вперше знайомлячи одеську публіку з нечастими на провінційній музичній сцені творами.
Серед учнів Д. Д. Климова були Телемак Ламбріно, Бенно Мойсеєвич та ін.